# پیوند آویزان
در شیمی، پیوند آویزان (به انگلیسی: Dangling bond)، که به عنوان پیوند شکسته یا ظرفیت اشباع نشده نیز شناخته می‌شود، یک الکترون ظرفیت جفت نشده در یک اتم یا محل مولکول است. اتمی که دارای پیوند آویزان است، همچنین به عنوان رادیکال آزاد ثابت یا رادیکال ثابت شناخته می‌شود که اشاره به شباهت ساختاری و شیمیایی آن با رادیکال آزاد دارد.

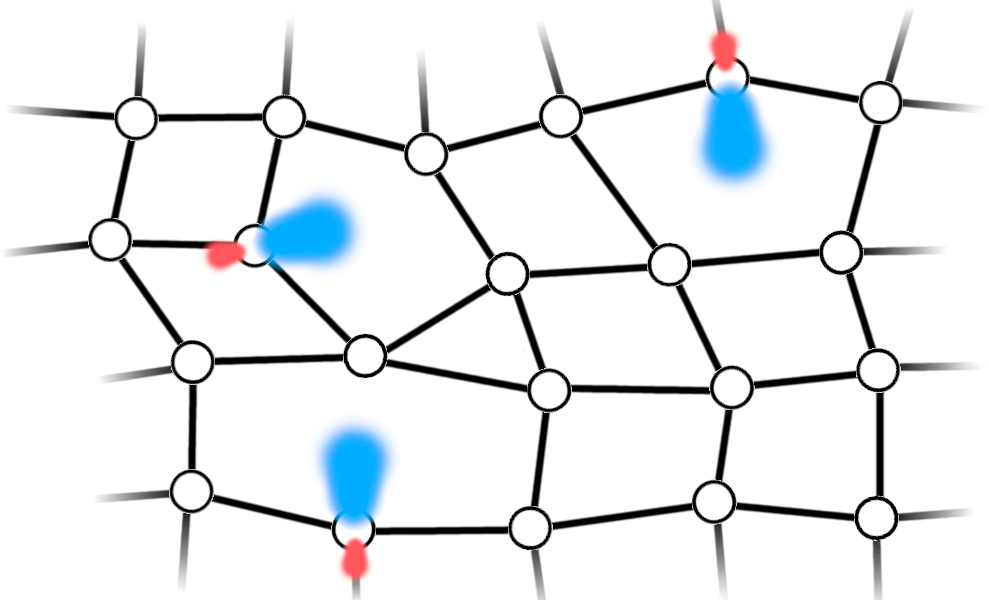
شماتیکی از پیوندهای آویزان در سیلیکون آمورف

وقتی از پیوند آویزان صحبت می‌شود، معمولاً به حالت توصیف شده در بالا اشاره می‌شود که یک الکترون دارد و بنابراین منجر به اتمی با بار خنثی می‌شود. همچنین پیوندهای آویزان می‌توانند نقص‌هایی داشته باشند که حاوی دو یا هیچ الکترونی نیستند. این پیوندها به ترتیب دارای بار منفی و مثبت هستند. پیوندهای آویزان با دو الکترون انرژی‌ای نزدیک به نوار ظرفیت ماده دارند و آن‌هایی که هیچ الکترونی ندارند، انرژی‌ای دارند که نزدیک به نوار هدایت است.

## ویژگی‌ها
برای اینکه اتم‌ها به اندازه کافی الکترون برای پر کردن لایه‌های ظرفیت خود به‌دست آورند (به قاعده هشت‌تایی مراجعه کنید)، بسیاری از اتم‌ها پیوندهای کووالانسی با اتم‌های دیگر تشکیل می‌دهند. در ساده‌ترین حالت، که همان پیوند یگانه است، هر اتم یک الکترون جفت نشده را اهدا می‌کند و جفت الکترون حاصل، بین آن‌ها به اشتراک گذاشته می‌شود. اتم‌هایی که تعداد کمی از شرکای پیوندی دارند و لایه‌های ظرفیت‌شان ارضا نشده است و الکترون‌های جفت نشده دارند، رادیکال‌های آزاد نامیده می‌شوند؛ به همین ترتیب، مولکول‌هایی که حاوی چنین اتم‌هایی هستند نیز رادیکال آزاد به‌شمار می‌آیند. وقتی یک رادیکال آزاد در یک محیط ثابت (مثلاً یک جامد) وجود داشته باشد، به آن رادیکال آزاد ثابت یا پیوند آویزان گفته می‌شود.

### واکنش پذیری
رادیکال‌های آزاد و ثابت ویژگی‌های شیمیایی بسیار متفاوتی نسبت به اتم‌ها و مولکول‌هایی که فقط پیوندهای کامل دارند از خود نشان می‌دهند. به‌طور کلی، آن‌ها بسیار واکنش پذیر هستند. رادیکال‌های ثابت، مانند همتایان متحرک خود، بسیار ناپایدار هستند، اما به دلیل محدودیت در تحرک و موانع فضایی، به مقداری پایداری جنبشی دست می‌یابند. در حالی که رادیکال‌های آزاد معمولاً عمر کوتاهی دارند، اما رادیکال‌های ثابت به دلیل این کاهش در واکنش پذیری اغلب عمر طولانی‌تری از خود نشان می‌دهند.

### مغناطیسی
وجود پیوندهای آویزان می‌تواند منجر به ایجاد خاصیت فرومغناطیسی در موادی شود که معمولاً از نظر مغناطیسی غیرفعال هستند، مانند پلیمرها و مواد گرافیتی هیدروژنه. یک پیوند آویزان حاوی الکترون است و بنابراین می‌تواند به گشتاور مغناطیسی خود اضافه کند. این تنها زمانی اتفاق می‌افتد که الکترون پیوند آویزان اسپین خود را با اسپین الکترون دیگری جفت نکند. ویژگی‌های فرومغناطیسی در ساختارهای نانوکربنی مختلف می‌توانند با استفاده از پیوندهای آویزان توصیف شوند و ممکن است برای ساخت اسپینترونیک‌های آلی بدون فلز و مواد فرومغناطیسی پلیمری استفاده شوند. به عنوان مثال، ایجاد پیوندهای آویزان با الکترون‌های جفت نشده می‌تواند از طریق برش یا وارد کردن کشش مکانیکی زیاد به یک پلیمر انجام شود. در این فرایند، پیوندهای کووالانسی بین اتم‌های کربن شکسته می‌شوند. یک الکترون می‌تواند به هر یک از اتم‌های کربنی که در اصل در پیوند مشارکت داشته‌اند، برسد، که منجر به ایجاد دو پیوند آویزان بدون جفت می‌شود.

### اپتیکی

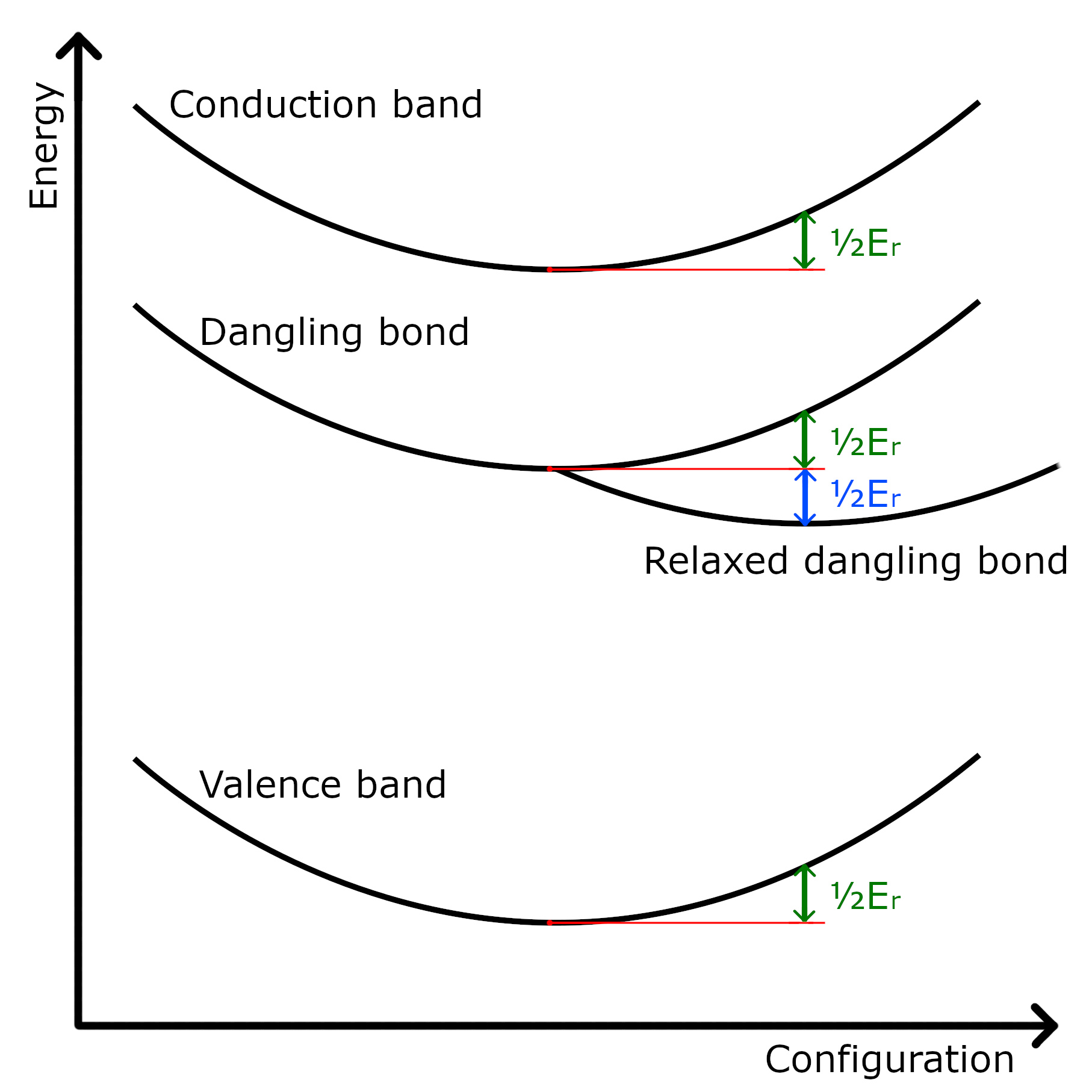
نموداری از نوار هدایت، نوار ظرفیت، و نوار انرژی پیوند آویزان در سیلیکون

پیوند آویزان می‌تواند سطح انرژی اضافی بین نوارهای هدایت و ظرفیت یک شبکه ایجاد کند. این موضوع، امکان را برای جذب و تابش در طول موج‌های بلندتر فراهم می‌کند، زیرا الکترون‌ها می‌توانند با حرکت به این سطح اضافی و برگشت از آن، گام‌های انرژی کوچک‌تری بردارند. انرژی فوتون‌های جذب شده یا تابیده شده از این سطح دقیقاً برابر با اختلاف انرژی بین انتهای نوار هدایت و پیوند آویزان یا بالای نوار ظرفیت و پیوند آویزان نیست. این به دلیل آرام‌سازی شبکه است که باعث انتقال فرانک-کاندون در انرژی می‌شود (به اصل فرانک-کاندون مراجعه کنید). این انتقال، تفاوت میان محاسبات مدل تنگ‌بست این اختلاف‌های انرژی و انرژی‌های اندازه‌گیری شده تجربی را توضیح می‌دهد.
یکی دیگر از راه‌هایی که وجود پیوندهای آویزان خواص اپتیکی ماده را تحت تأثیر قرار می‌دهد، از طریق قطبش است. برای ماده‌ای با پیوند آویزان، شدت جذب، به قطبش نور جذب شده وابسته است. این اثر ناشی از تقارن است که در آن پیوندهای آویزان روی سطح ماده توزیع می‌شوند. این وابستگی تنها تا انرژی‌ای که الکترون می‌تواند به سطح شکاف تحریک شود اما به نوار ظرفیت نرود، وجود دارد. این اثر به همراه از بین رفتن وابستگی به قطبش پس از آنیل شدن پیوندهای آویزان نشان می‌دهد که این یک اثر ناشی از پیوندهای آویزان است و نه صرفاً ناشی از تقارن عمومی ماده.

## در نیم‌رساناها
برخی از آلوتروپ‌های سیلیکون، مانند سیلیکون آمورف، دارای غلظت بالایی از پیوندهای آویزان هستند. علاوه بر اینکه این پیوندها از نظر بنیادی جالب هستند، در عملکرد دستگاه‌های نیم‌رسانای مدرن نیز اهمیت دارند. هیدروژنی که در طی فرایند سنتز به سیلیکون اضافه می‌شود، به خوبی اکثر پیوندهای آویزان را اشباع می‌کند، مانند سایر عناصری مانند اکسیژن که ماده را برای کاربردهای خاص (به دستگاه‌های نیم‌رسانا مراجعه کنید) مناسب می‌سازد.
در نیم رساناهای دوپ یا آلایش شده، ویژگی‌های سطح همچنان به پیوندهای آویزان وابسته هستند، زیرا این پیوندها در چگالی تعدادی حدود ۱۰۱۳ در سانتی‌متر مربع رخ می‌دهند، در حالی که الکترون‌ها یا حفره‌های دوپانت با چگالی تعدادی ۱۰۱۴ تا ۱۰۱۸ در سانتی‌متر مکعب وجود دارند که بنابراین بر روی سطح ماده به مراتب فراوانی کمتری دارند.

## کاربردها

### کاتالیز
در آزمایش‌هایی که توسط یون‌تنگ کو و همکاران انجام شد، پیوندهای آویزان روی گرافن اکسید برای اتصال اتم‌های فلزی منفرد در کاربردهای کاتالیز استفاده شد. اتم‌های فلزی با اکسید کردن فلز از یک فوم و هماهنگ‌سازی یون‌های فلزی با پیوندهای آویزان بر روی اکسیژن گرافن اکسید جذب شدند. کاتالیزور حاصل دارای چگالی بالایی از مراکز کاتالیزوری بود و فعالیت بالایی نشان داد که مشابه کاتالیزگرهای فلزی غیرنجیب در واکنش‌های کاهش اکسیژن بود.

### پلیمرهای فرومغناطیسی
مثالی از یک پلیمر آلی فرومغناطیسی در مقاله‌ای از یووی ما و همکاران آورده شده است: با بریدن با قیچی سرامیکی یا کشیدن یک قطعه نوار تفلون، یک شبکه از پیوندهای آویزان با کوپلینگ قوی بر روی سطوحی که پلیمر شکسته شده است (از بریدن یا حفره‌های ناشی از تنش) به وجود می‌آید. در صورتی که تغییرات ساختاری چنان ضعیف باشد که تنها تعداد کمی پیوند آویزان تشکیل شود، کوپلینگ بسیار ضعیف است. آنیل کردن تفلون در یک جو آرگون بین ۱۰۰ تا ۲۰۰ درجه سانتی‌گراد همچنین باعث بروز ویژگی‌های فرومغناطیسی می‌شود. بااین حال، آنیل کردن در نزدیکی دمای ذوب تفلون باعث از بین رفتن فرومغناطیس می‌شود. در معرض هوا قرار دادن طولانی مدت باعث کاهش مغناطیس به دلیل جذب مولکول‌های آب می‌شود.

### شیمی محاسباتی
در شیمی محاسباتی، پیوند آویزان معمولاً نشان دهنده یک اشتباه در ایجاد ساختار است، که در آن یک اتم به‌طور غیرعمدی با تعداد پیوندهای کافی کشیده نمی‌شود، یا پیوندی به اشتباه تنها با یک اتم در یک انتها رسم می‌شود.